# Carrizal de Alajuela
Carrizal es un distrito del cantón de Alajuela, en la provincia de Alajuela, de Costa Rica.

## Toponimia
Sitio con abundancia de carrizo, una caña parecida a las ramas finas del bambú. 

## Geografía
Carrizal cuenta con un área de 16,22 km² y una altitud media de 1470 m s. n. m.

## Demografía
Para el año 2022, Carrizal cuenta con una población estimada de 8288 habitantes, y para el último censo efectuado, en 2011, Carrizal contaba con una población de 6856 habitantes.

## Localidades
- Poblados:Carrizal, Alto Pavas, Bambú, Cinco Esquinas, Concordia, Domingas, El Plan.

## Transporte

### Carreteras
Al distrito lo atraviesan las siguientes rutas nacionales de carretera:
- Ruta nacional 125
- Ruta nacional 126